# Boris Rybakov
Boris Alexandrovich Rybakov (em russo: Бори́с Алекса́ндрович Рыбако́в, 3 de junho de 1908, Moscou – 27 de dezembro de 2001) foi um historiador soviético e russo que personificou a visão antinormanista da história russa. Ele é o pai do indologista Rostislav Rybakov.

## Vida e obra
Rybakov ocupou uma cadeira de história da Rússia na Universidade de Moscou desde 1939, foi vice-reitor da universidade em 1952-54 e administrou o Instituto de História da Rússia por mais de 40 anos. Sua primeira monografia inovadora foi o Handicrafts of Ancient Rus (1948), que procurou demonstrar a superioridade econômica de Kievan Rus para a Europa Ocidental contemporânea.
Rybakov liderou importantes escavações em Moscou, Novgorod, Zvenigorod, Chernigov, Pereyaslav, Tmutarakan e Putivl e publicou suas descobertas em inúmeras monografias, incluindo Antiquities of Chernigov (1949), The Chronicles and Bylinas of Ancient Rus (1963), The First Centuries of Russian história (1964), The Tale of Igor's Campaign and Its Contemporaries (1971), Mapas moscovitas do século 15 e início do século XVI (1974), e Heródoto' Scythia (1979). 
Em seus anos mais velhos, Rybakov tentou reconstruir o panteão e os mitos da religião eslava. Ele delineou suas ideias em Ancient Slavic Paganism (1981) e Ancient Paganism of Rus (1987). Algumas dessas reconstruções foram fortemente criticadas como absurdas.